# Teoria flogisticului

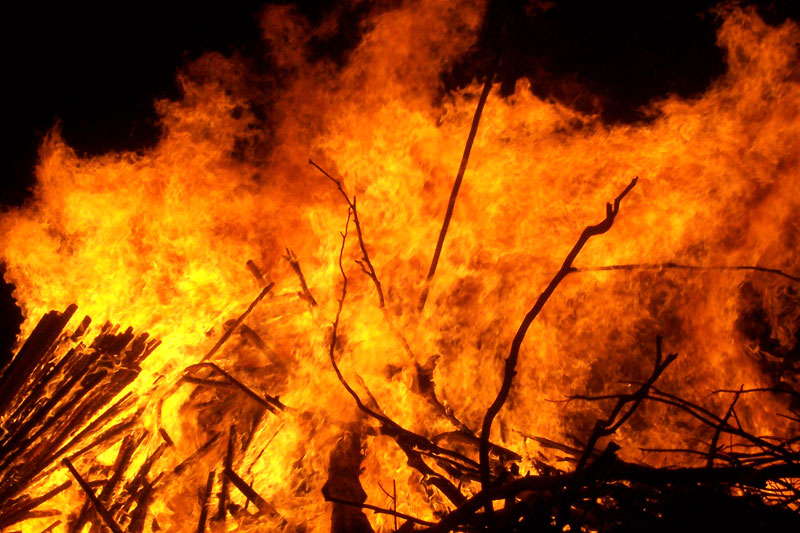
Teoria flogisticului încerca să explice fenomene ca: arderea, ruginirea.

Teoria flogisticului este o teorie învechită care explică procesele de ardere, oxidare și ruginire a metalelor prin existența unui element numit "phlogiston" în obiectele inflamabile, eliberat în timpul combustiei.

## Istoric
Mult timp căldura a fost considerată ca fiind un fluid invizibil. În lucrarea sa Physica subterranea (1667), Johann Joachim Becher l-a numit "phlogiston" (de la termenul grec "phlogistos", inflamabil). Până atunci, alchimiștii considerau că există doar patru elemente primordiale: pământ, apă, aer, foc. Becher elimină apa din listă și susține existența a numai trei principii materiale de bază:
- terra lapidea - gradul de fuzibilitate
- terra mercurialis (terra fluida) - gradul de viscozitate, volatilitate, metalicitate
- terra pinguis - principiul uleios, sulfuros[3]

Becher presupune că acest terra pinguis este o caracteristică a arderii și că este eliberat când acest proces are loc.

## Formularea teoriei
Teoria susține că orice material inflamabil conține flogistic ("phlogiston"), o substanță fără culoare, miros, gust, greutate. Prin ardere, materialul pierde flogisticul devenind "calx".
Faptul că arderea nu avea loc în absența aerului era explicat prin faptul că aerul ar fi cel care are capaciatatea de a absorbi flogisticul din substanța care arde. Deci când aerul este complet "flogisticat", nu mai poate servi la ardere. Mai mult, aerul flogisticat nu mai poate întreține viața. Astfel savanții acestor vremuri ajung la concluzia că rolul aerului în respirație este acela de a îndepărta flogisticul din organism.

## Consecințe și aplicații
În 1772, fizicianul și chimistul scoțian Daniel Rutherford descoperă azotul. Acest gaz, care nu participa la combustie, a fost studiat ulterior și de Carl Wilhelm Scheele, Henry Cavendish și Joseph Priestley, care l-au numit aer ars sau aer flogisticat. Pentru oxigen, descoperit de Scheele (1772) și Priestley (1774), acești doi savanți folosesc denumirea de "aer deflogisticat".

## Infirmarea teoriei
Teoria părea valabilă atât timp cât știința acelei perioade nu era capabilă să explice mecanismul reacției chimice de oxidare. Experiențele efectuate ulterior vor ajunge să pună la îndoială existența flogisticului.
În 1753, Mihail Lomonosov reia experiențele lui Robert Boyle cu mai multă minuțiozitate și ajunge la concluzia că teoria flogisticului este falsă:
"Astăzi am efectuat un experiment în vase de sticlă închise etanș, ca să stabilesc dacă masa metalului crește ca urmare a acțiunii căldurii. Experimentul a demonstrat că faimosul Robert Boyle s-a înșelat, pentru că, dacă nu pătrunde aer din exterior, masa metalului ars rămâne aceeași"
avea să noteze Lomonosov în jurnalul său.